# 1992 год в телевидении
Список 1992 год в телевидении описывает события в мире телевидения, произошедшие в 1992 году.

## События

### Январь
- 1 января — Начало вещания украинского телеканала «Тонис».
- 13 января — Начало вещание британского телеканала «The Parliamentary Channel».
- 14 января — Вышел самый первый выпуск развлекательного шоу, в основе которого лежит демонстрация домашнего видео «Сам себе режиссёр», где ведущим этой программы стал Алексей Лысенков.
- 24 января — Начало вещания украинского телеканала «ТЕТ-А-ТЕТ».
- 31 января — Вышел первый выпуск публицистического ток-шоу «Тема» на 1-м канале РГТРК «Останкино». Первым ведущим этой программы стал Влад Листьев.

### Февраль
- 29 февраля — Начало вещания немецкого коммерческого телеканала «Kabel Eins».

### Март
- 1 марта — Начало вещания турецкого национального телеканала «Show TV».
- 24 марта — Смена логотипа и названия  польских телеканалов «TP1» в «TVP1» и «TP2» в «TVP2».

### Май
- 30 мая — Начало вещания немецко-французского телеканала «Arte».

### Июнь
- 10 июня — Начало вещания португальского международного телеканала «RTP Internacional».
- 15 июня — Начало вещания украинского общенационального телеканала «ICTV».
- 20 июня — Начало вещания орловского телеканала «Ва-Банк Плюс».

### Июль
- 6 июля — Начало вещания российского телеканала «Российские университеты».

### Сентябрь
- 1 сентября — Начало вещания нижегородского телеканала «НТР».
- 3 сентября — Начало вещание нижегородского телеканала «ННТВ».
- 4 сентября — Вышел первый выпуск детской телеигры «Устами младенца».
- 6 сентября — Начало вещание нижегородского телеканала «Сети НН».
- 24 сентября — Начало вещания в США фильмового телеканала «Sci-Fi Channel».

### Октябрь
- 1 октября — Начало вещания американского мультипликационного телеканала «Cartoon Network».
- 5 октября — Основана нижегородская телекомпания «Волга».
- 6 октября — Начало вещания португальского частного телеканала «SIC».
- 9 октября — Образована межгосударственная телерадиокомпания «Мир», сокращённо МТРК «Мир».
- 12 октября — На «1-м канале Останкино» вышло в эфир ток-шоу Владимира Познера «Мы».
- 19 октября — На «1-м канале Останкино» вышел в эфир самый первый выпуск телевикторины для детей и взрослых «Звёздный час».
- 23 октября — Вышел 100-й выпуск телеигры «Поле чудес». В этом выпуске финалист лишился автомобиля из-за подсказки мужчины-телезрителя в студии, после которого Леонид Якубович заменил задание, а нарушителя попросил выйти из зала. Финалист не смог ответить на вопрос сменённого задания, но выигранные призы были оставлены финалисту.
- 31 октября — Начало вещания липецкого телеканала «ТВК» в эфирных сетях.

### Ноябрь
- 1 ноября 
  - Смена логотипа и названия телеканала «МТК 3 канал» в «МТК».
  - Смена логотипа украинского телеканала «ТЕТ-А-ТЕТ».
- 8 ноября — Вышла в эфир семейная телепередача «Пока все дома».
- 30 ноября — Начало вещания немецкого специализированного информационного-коммерческого телеканала «N-tv».

### Декабрь
- 5 декабря — Начало вещания польского телеканала «Polsat».
- 24 декабря — Начало вещания венгерского телеканала «Duna TV».
- 29 декабря — Начало вещания нижегородского телеканала «Волга».
- 31 декабря — Прекращено на 6-м дециметровом канале вещание «Технического канала».

## Без точной даты
- Переименование португальского телеканала «RTP Canal 2» в «TV2».
- Болгарская «Първа программа на БНТ» меняет название на «Канал 1».
- Болгарская «Втора программа на БНТ» меняет название на «Эфир 2».
- Начало вещание французского телеканала, посвященного классической музыке «Mezzo».
- Начало вещания индийского телеканала «Zee TV».
- Иркутская телекомпания «Видеоканал» переименована в «АИСТ».
- Начало вещания в Рыбинске телеканал «Рыбинск-40» («Р40»)..